# Gruppo Repellente

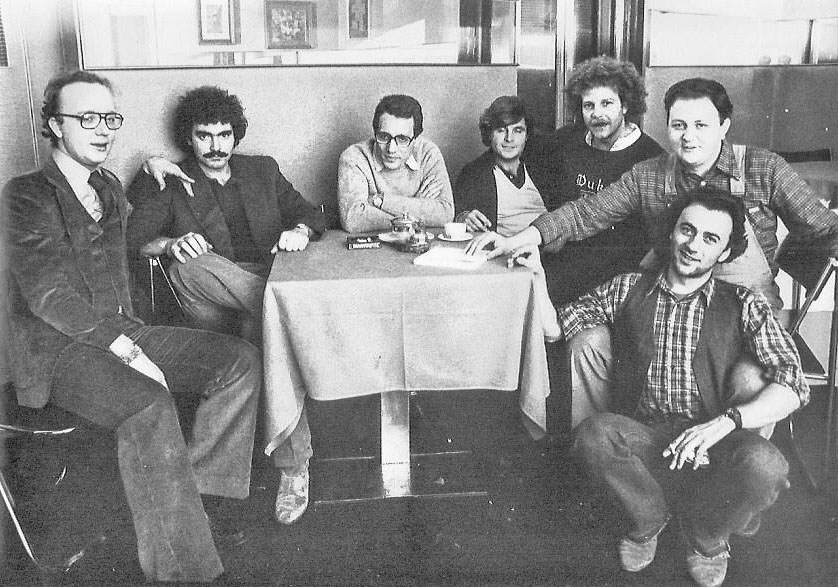
Il Gruppo Repellente: Ernst Thole, Diego Abatantuono, Enzo Jannacci, Mauro Di Francesco, Giorgio Porcaro, Massimo Boldi e Giorgio Faletti.

Il Gruppo Repellente, anche detto I Repellenti, è stato un gruppo di cabaret fondato da Enzo Jannacci e Beppe Viola nel 1977.

## Storia
Enzo Jannacci e Beppe Viola nel 1977 decidono di mettere assieme un gruppo di cabaret composto da attori provenienti tutti dal Derby Club di Milano: Diego Abatantuono, Massimo Boldi, Giorgio Porcaro, Mauro Di Francesco, Giorgio Faletti ed Ernst Thole.
Sarà all'interno del Gruppo Repellente che Giorgio Porcaro e Diego Abatantuono svilupperanno comunemente il personaggio del "Terrunciello", che farà successivamente la fortuna del secondo.
Nel 1978 il Gruppo Repellente si esibisce nella pièce teatrale La tappezzeria. Lo spettacolo verrà in seguito ripreso nella trasmissione televisiva Saltimbanchi si muore. Successivamente il gruppo sarà impegnato anche nella trasmissione radiofonica Rai I Repellenti.

## Formazione

### Artefici
- Enzo Jannacci
- Beppe Viola

### Componenti principali
- Diego Abatantuono
- Massimo Boldi
- Mauro Di Francesco
- Giorgio Faletti
- Giorgio Porcaro
- Ernst Thole

### Componenti secondari
- Guido Nicheli
- Francesco Salvi

## Filmografia

### Televisione
- Saltimbanchi si muore

## Radio
- I Repellenti (1981)

## Teatro
- La tappezzeria (1978)